# Christchurch Hospital

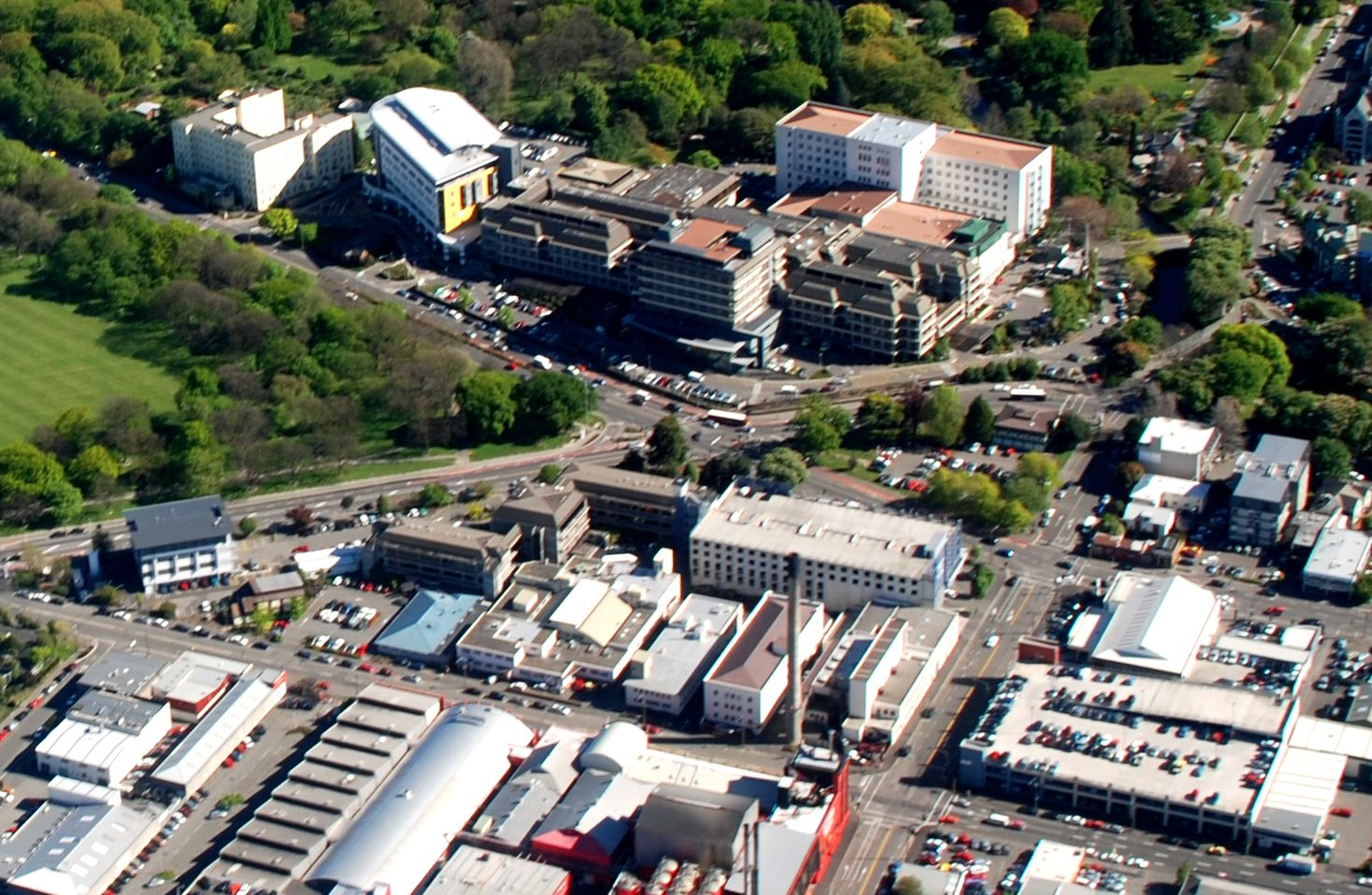
Luftaufnahme

Das Christchurch Hospital ist ein Krankenhaus der Maximalversorgung in Christchurch auf der Südinsel von Neuseeland. Es liegt am Rand des Hagley Parks. Es wurde am 1. Juni 1862 eröffnet. Jährlich werden 83.000 Patienten darin versorgt.
Das Haus besaß eine wichtige Rolle bei der Versorgung der Verletzten des Christchurch-Erdbebens vom Februar 2011 und des Anschlags auf zwei Moscheen im März 2019.